# 杜納萬特 (堪薩斯州)
杜納萬特（英語：Dunavant）是位於美國堪薩斯州傑佛遜縣的一個非建制地區。該地的面積和人口皆未知。

## 地理
杜納萬特所處的海拔為高於海平面352米（即1155英呎），而該地所採用的時區為UTC-6，即北美中部時區（CST）。同時該地設有夏令時間，為UTC-6調快一小時，即UTC-5（CDT）。